# 錫達格倫萊克斯 (新澤西州)
錫達格倫萊克斯（英語：Cedar Glen Lakes）是位於美國新澤西州海洋縣的普查規定居民點。

## 人口
根據2020年美國人口普查的數據，錫達格倫萊克斯的面積為1.81平方千米，當中陸地面積為1.80平方千米，而水域面積為0.01平方千米。當地共有人口1517人，而人口密度為每平方千米838.12人。